# Іддін-Даган
Іддін-Даган — цар Ісіна, Шумеру й Аккада.

## Правління
Іддін-Даган підкорив Дер, причому намісником там став царевич-спадкоємець Ішме-Даган. З того факту видно, що завоювання Дера, яке ізолювало аморейські племена на південному сході Межиріччя, мало велике значення. Разом з Дером до царства Ісін відійшла й Ешнунна, але невдовзі Ешнунна знову відокремилась від Іддін-Дагана. Там незалежним правителем себе проголосив Уцуравассу, поставлений там намісником ще царем Дера, хоч Іддін-Даган ще деякий час продовжував утримувати одну фортецю в долині Діяли.
Царювання Іддін-Дагана, імовірно, позначилось стабільністю й миром. Його датувальні формули не згадують жодну війну та пов'язані, передусім, з його релігійною діяльністю. Цар також відомий з літературних творів, створених за часів його правління.